# Sebastiania pachystachya
Sebastiania pachystachya là một loài thực vật có hoa trong họ Đại kích. Loài này được (Klotzsch) Müll.Arg. miêu tả khoa học đầu tiên năm 1866.